# Оболонь (компанія)
50°30′45″ пн. ш. 30°28′51″ сх. д. / 50.51250° пн. ш. 30.48083° сх. д.
ПрАТ «Оболо́нь» — корпорація з виробництва пива, безалкогольних та слабоалкогольних напоїв, мінеральної води. Окрім цього, компанія має дозволи на гуртову та роздрібну торгівлю напоями, діяльність транспортних агентств. До складу компанії входять головний завод у Києві з віддаленими виробництвами в Олександрії та Чемерівцях Хмельницької області, два дочірні підприємства — «Пивоварня Зіберта» (Фастів, Київська обл.) та «Красилівське» (Красилів, Хмельницька обл.), а також підприємства з корпоративними правами в Бершаді, Коломиї, Охтирці, Рокитному, Севастополі та Чемерівцях.

## Історія
Історія компанії веде свій початок із 1974 року, коли розпочалося будівництво Київського пивзаводу № 3. Місцем для будівництва нового заводу було обрано київський район Оболонь. Цей вибір визначався наявністю великих запасів мʼякої та чистої води. Станом на 2010 рік головне підприємство використовує воду принаймні з 13 артезіанських свердловин, перші 4 з яких були відкриті у 1977, ще 3 — у 1978, 1 — у 1979, 2 — у 1999, 2 — у 2003, 1 — у 2005 рр. Вода з глибин юрського горизонту (290 м) вважається високоякісною основою для варіння пива. Експертами запросили чеських фахівців. Саме вони й визначили місце будівництва нового пивоварного заводу. Відкриття виробництва було приурочене до літніх Олімпійських ігор 1980 року. Перші 330 дал пива було налито 8 травня 1980 р., а 12 листопада відбулося офіційне відкриття заводу. В 1981 році солодовня пивоварні випустила свій перший солод, в період з 1985–1997 виробничі потужності солодовні збільшено втричі. З 1983 р. завод носить назву «Оболонь».
1986 року на базі Київського пивзаводу № 3 створено Пивобезалкогольне об'єднання «Оболонь», до якого ввійшли також Київський пивзавод № 1, Київський пивзавод №2 (нині ПАТ «Пивзавод на Подолі») та Фастівський пивзавод (нині ДП ПрАТ «Оболонь» «Пивоварня Зіберта»).
Першим Генеральним директором Пивобезалкогольного об'єднання «Оболонь» було призначено Рябченюка Леоніда Михайловича, під керівництвом якого, велося будівництво Київського пивзаводу № 3 (Оболонь). 
1989 року на посаду Генерального директора Пивобезалкогольного об'єднання «Оболонь» обрано Олександра Слободяна. Починається експортна діяльність підприємства. Вперше «Жигулівське пиво/Zhiguli Beer» виробництва «Оболоні» надходить до споживачів Великої Британії.
1 липня 1990 колектив за ініціативи Генерального директора Олександра Слободяна бере підприємство в оренду з правом викупу. В 1992 році компанія першою в Україні стала на шлях приватизації. 27 серпня «Оболонь» отримує приватизаційне свідоцтво Фонду Держмайна України № 1, тим самим входить в історію як перше приватне підприємство незалежної України. Відтепер вся продукція цього виробника випускається під торговою маркою «Оболонь».
ПрАТ «Оболонь» створене 25 березня 1993 в процесі приватизації державного майна Київського виробничого об'єднання по випуску пива, безалкогольних напоїв та мінеральних вод «Оболонь» шляхом викупу цього майна трудовим колективом Київського орендного підприємства «Оболонь» та створення на базі цього майна Закритого акціонерного товариства «Оболонь».
Розвиток компанії супроводжувався територіальним розширенням. У 1994 р. ЗАТ «Оболонь» стає власником законсервованого об'єкта незавершеного будівництва в м. Красилові Хмельницької області. Це дочірнє підприємство випускає під торговою маркою «Оболонь» мінеральну воду, безалкогольні та слабоалкогольні напої і є першою оптово-торговельною базою ЗАТ «Оболонь». У 1996 р. ЗАТ «Оболонь» стає співвласником ВАТ «Севастопольський пиво-безалкогольний завод», ЗАТ «Бершадський пивокомбінат», залучено інвестиції у ВАТ «Дятьківці». З 1997 компанія є співвласником ВАТ «Охтирський пивоварний завод». 1998 року в м. Чемерівці Хмельницької області створена науково-виробнича асоціація «Нива Оболонь», що займається селекційною роботою, виведенням, випробовуванням, промисловим розмноженням насіння перспективних сортів ячменю та забезпечує ним ЗАТ «Оболонь». Також відбувається розширення на зовнішніх ринках: з квітня 2006 продукція експортується до Канади та Франції.
Впроваджено ряд технологій та інновацій. 1993 року вводиться в дію лінія розливу пива в пляшки ємністю 0,33 літра. 1 вересня 1995 року у цеху розливу № 6 вводиться в дію перша в Україні лінія розливу безалкогольних напоїв у пляшки ПЕТ. Наступного року у цеху розливу № 3 головного заводу запрацювала перша в Україні лінія розливу пива у кеги ємністю 50л для ресторанного бізнесу. В грудні 1997 році вперше в Україні «Оболонь» запустила 24-тисячну лінію розливу пива, безалкогольних і слабоалкогольних напоїв в алюмінієві банки. 1998 року «Оболонь» першою в Україні випускає на ринок пиво у власній скляній пляшці стандарту NRW. У 1999 «Оболонь» засновує на українському ринку пива сегмент упаковки ПЕТ місткістю 1 л та 2 л і 30-літрові кеги для ресторанного та барного бізнесу. 2002 року запущено нову лінію по розливу пива у кеги виробництва німецької компанії «KHS». Починається розлив напоїв у нову тару ПЕТф 0,5 л напоїв «Кола нова», «Оболонська», «Шарм». Рік потому випущено 5-літровий бочонок пива «Оболонь» та «Оболонь Безалкогольне». У 2004 році налагоджено випуск світлого пива «Класичне» у ПЕТ-пляшці ємністю 1 л.
Тим часом на виробництві впроваджувалося нове обладнання, що дозволяло збільшити обсяги продукції та покращити її якість. У 1998 році введено в дію нове сучасне бродильне обладнання — циліндро-конічні танки (ЦКТ — апарати, де проходять процеси бродіння пива). 2001 року пройшло переоснащення власного солодового виробництва, що удвічі збільшило його потужність. У 2003 році на Фастівському пивзаводі відбулося відкриття нового цеху розливу. Того ж року завод «Оболонь» дооснастив свій цех фільтрації новим фільтром свічки «Inopro Getra ECO» виробництва «KHS». 25 травня 2004 року запущена найбільша в Україні лінія розливу пива у скляні пляшки продуктивністю 110 000 пляшок обʼємом 0,5 л за годину. Запущено нові варильні порядки виробництва німецької фірми «Ziemann». Одночасно були встановлені 20 нових ЦКТ. У 2008 році на головному заводі запущено дві нові лінії розливу пива у банки та скляні пляшки, розширено кегову лінію, втричі збільшено потужності установки з виробництва безалкогольного пива.
Продукція та технології компанії були відзначені відповідними сертифікатами якості. Так, у 1998 році, першою в галузі, компанія «Оболонь» отримала Міжнародний сертифікат на систему управління якістю ISO-9001:1994, виданий німецькою фірмю DEKRA. 1999 року компанії було видано сертифікат СовАсК за стандартом ISO-9001:94, що розповсюджувався на територію СНД. У 2001 році вперше в Україні ЗАТ «Оболонь» отримала Міжнародний сертифікат відповідно до стандарту ISO-9001:2000. У 2003 році видано сертифікат УкрСЕПРО за стандартом ДСТУ ISO 9001-2001. У 2005–2008 рр. сертифікати оновлено відповідно до ISO-14001:2004, ISO 22000:2005 (НАССР) та OHSAS-18001. У 2008 р. органом сертифікації ДП «Укрметртестстандарт» на ЗАТ «Оболонь» вперше проведено скомбінований аудит 4-х систем управління одночасно, та видано 4 сертифіката відповідності ДСТУ ISO 9001-2001, ДСТУ ISO 14001:2006, ДСТУ ISO 22000:2007 та ДСТУ-П OHSAS 18001:2006.
На ринок випущено чимало брендів. Серед пивних напоїв — це «Оболонь Світле» (1992), «Оболонь Темне» (1992), «2000» (1998),
«Оболонь Соборне» (1998), «Понт» (2001), «Магнат» (2001; перезапуск бренду у 2008),
«Фан Клуб» та «Портер» (2002), «Міцне» (2003), «Біле» та «Пшеничне» (2003), «Оболонь Безалкогольне» (2003), Охтирське «Ювілейне» (2003), «Оболонь Класичне» (2004), Obolon Special edition (2004), «Оболонь PILS» (2005), «hike limited edition premium winter beer» (2005), «hike limited edition premium spring-summer collection» (2006), «Колекція Зіберта» («Класичний англійський Портер», «Класичне фламандське Біле» та «Класичне німецьке Пшеничне», 2006), оновлене «Оболонь Нефільтроване» (2008), оновлене «Оболонь Преміум» (2008), «hike fusion» (2008), hike premium non-alcoholic energy beer (2009), «Оболонь Живе» (2009). На ринку слабоалкогольних напоїв були представлені «Шарм» (2001), «Нестримна Мері» (2002), «Бірмікс Лимон» (2002), «Бірмікс Вишня» (2003) та напої серії «Джинів»: «Пітахайя», «Лимон», «Грейпфрут» (2003), «Джин Апельсин» (2003), напої серії Torsida («Парадіз», «Самурай», «Тореодор», «Карибська ніч» і «Пасіфіко», 2004), «Beermix Cola» (2005), «Махітос» і «Текіза» (2006), «BeerMix Апельсин» і «BeerMix Малина» (2006), BeerMix Energy (2009). Для ринку безалкогольних напоїв випущено «Спорт» (1997), традиційно бочковий напій "Оболонь Квас» і «Живчик» (1999), «Кола Нова», «Оболонь Оранж АСЕ» (2000), «Живчик Унік» (2001), та «Живчик Лимон» (2002), «Живчик Груша» (2006), «Frest» («Frest crystal», «Frest fresh», «Frest fire», 2008), «Квас Богатирський справжній» (2008), «Frest ice-lime» (2009), «Квас Богатирський» (2010). У 2002 році була випущена мінеральна вода під маркою «Оболонська плюс апельсин», у 2006 — «Прозора Вершина якості».
Нині «Оболонь» є єдиною українською корпорацією, що входить до сорока найбільших пивоварних концернів світу (за рейтингом німецького журналу Focus). Станом на 2009 рік, «Оболонь» є другою після САН ІнБев Україна на ринку виробництва пива в Україні з часткою ринку 32,2%.

## Виробництво
У 2009 році підприємства ПрАТ «Оболонь» випустили 96,1 млн дал пива, 14,8 млн дал безалкогольних напоїв, 2,4 млн дал слабкоалкогольних напоїв і 8,3 млн дал мінеральної води. Такі обсяги виробництва дозволяють «Оболоні» бути одним із лідерів на всіх ринках, де представлена продукція корпорації.
Окрім напоїв, компанія займається випуском промислових товарів, таких як пивоварний солод, гранульована пивна дробина, бандажна стрічка (виготовляється з переробленої ПЕТ-тари). У 2009 році було виготовлено 158,4 тис. тонн пивоварного солоду.

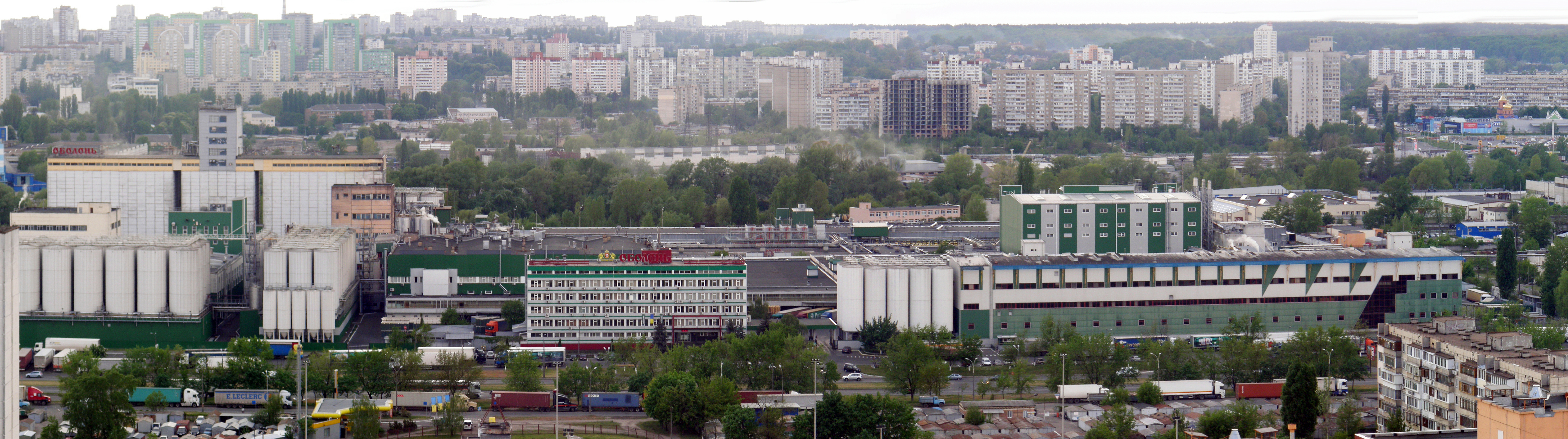
Київська броварня «Оболонь»

## Продукція

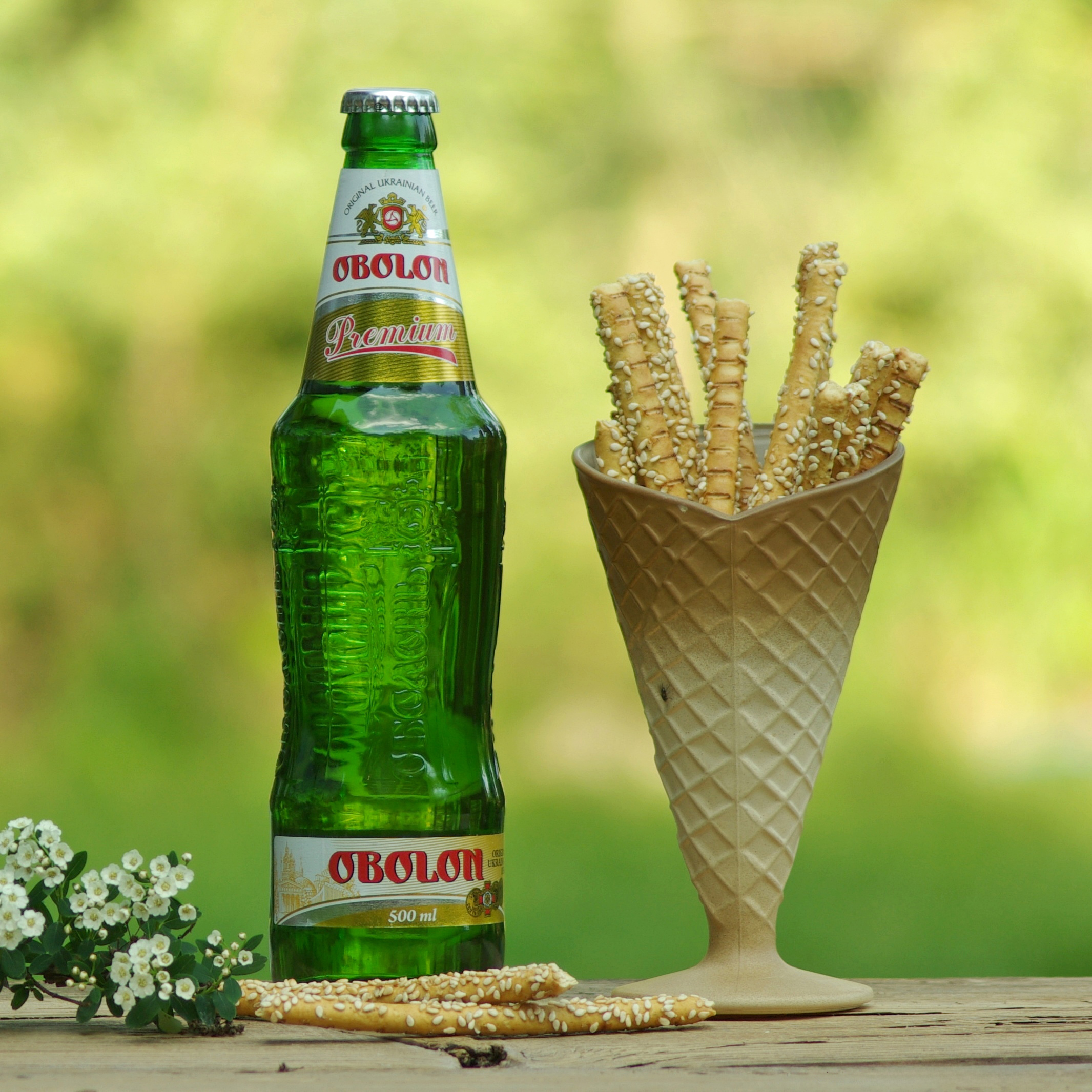
Оболонь

Наразі портфель компанії формують дванадцять пивних торгових марок:

### Пиво
- «Оболонь» (Оболонь Світле, Оболонь Солодове, Оболонь Нефільтроване, Оболонь Трофейне, Оболонь Безалкогольне)
- «hike» (hike premium, hike-chill, hike alcohol-free)
- «BeerMix» (BeerMix Вишня, BeerMix Лимон, BeerMix Малина, BeerMix Гранат, BeerMix Кавун)
- «Зіберт» (Zibert Світле, Zibert Weissbier)
- «Carling»
- «Zlata Praha» (Zlata Praha, Zlata Praha Cerne)
- «Жигулівське»
- «Десант»
- «Hadrmix» (Hadrmix Citrus, Hardmix Lemon+Ginger)
- «Piwny kubek» ("Пивний кухоль")
- «Южанка»
- «Охтирське» (Охтирське світле, Охтирське козацьке, Рідний Шубін Світле).[45]

Марки сидру, що виготовляються компанією:
- «Ciber» (Ciber, Ciber Квіти бузини, Ciber Журавлина)
- «Sharm» (Sharm, Sharm Персик)

### Алкогольні напої
- «Водка Лайм»
- «Ром-кола»
- «Бренді-кола»
- «Джин-тонік»
- «Віскі Вишня»
- «Rio» (Rio Піна Колада, Rio де Мохіто, Rio Маргарита)[47]

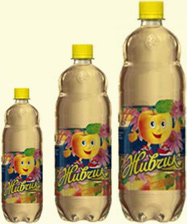
«Живчик», найуспішніший бренд безалкогольних напоїв компанії «Оболонь»

### Безалкогольні напої
- «Живчик» (Живчик Яблуко, Живчик Яблуко негазований, Живчик Лимон, Живчик Груша, Живчик Вишня, Живчик Апельсин, Живчик Апельсин негазований, Живчик Яблуко та Виноград, Живчик Яблуко та лісові ягоди, Живчик Яблуко з екстрактами валеріани та лаванди, Живчик Smart Cola, Живчик Orange, Живчик Leemon, Живчик Le'KVAS)
- «Ситро» (зі смаком цитрусових)
- «Лимонад» (зі смаком лимона та яблука)
- «Унік»
- «Кола Нова»
- «Оболонь зі смаком лайма»
- «Квас Старокиївський» (Старокиївський, Старокиївський Білий, Старокиївський Темний)[48].

### Мінеральні та питні води
- «Оболонська» (Оболонська, Оболонська слабогазована, Оболонська-2, Оболонська-2 негазована, Оболонська плюс лимон, Оболонська з лимоном і апельсином)
- «Прозора» (Прозора сильногазована, Прозора негазована)
- «Аквабаланс»
- «Охтирська»
- «Збручанська 77»
- «Кремінка»[49].

### Снеки
- «Оболонські сухарики» (“Оболонські” зі смаком барбекю, “Оболонські” зі смаком холодцю та хрону, “Оболонські” зі смаком червоної ікри, “Оболонські” зі смаком бекону)
- «Bulba Grenki» (Bulba Grenki зі смаком копчених ковбасок, Bulba Grenki зі смаком холодцю з хроном, Bulba Grenki зі смаком бекону)[50].

### Промислові товари
- Солод
- Пивна дробина
- Бандажна стрічка
- ПЕТф-преформа
- Ящик[51].

## Експорт
«Оболонь» першою у колишньому СРСР почала експортувати пиво за кордон. У 1989 році першими відчули смак українського пива у Великій Британії. Станом на 2018 рік, продукція компанії представлена у 53 країнах світу.

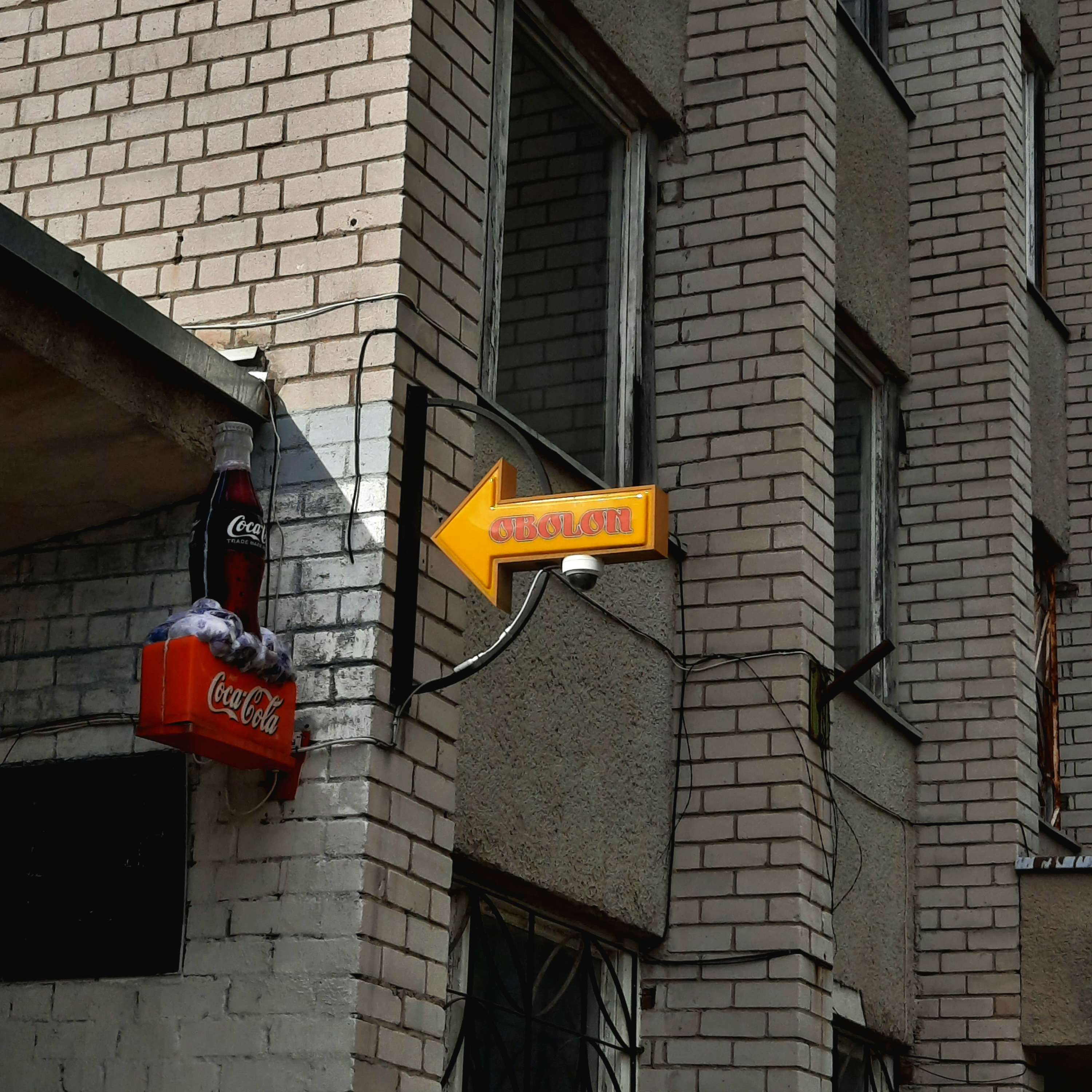
Об'ємна рекламна вивіска корпорації "Оболонь" в селищі Румму, Естонія (2023)

У 2009 році «Оболонь» почала експорт ячмінного солоду та пивної дробини. Розглядається можливість експорту пива в країни Африки. Пробні поставки вже
здійснені до Республіки Конго. Матеріал, що виробляється у результаті переробки ПЕТ-пляшок, експортується до Китаю. Окрім цього, станом на 2008 рік, матеріали та сировина виробництва компанії експортуються до Бельгії, Білорусі, Німеччини, Польщі, Росії, Словенії та Франції.
Корпорація «Оболонь» експортує такі марки продукції:
- пиво «Оболонь» (Безалкогольне, Біле, Лагер, Преміум, Оксамитове, Портер, Міцне, Пшеничне, Світле)
- безалкогольні напої («Оранж А. С. Е.», «Живчик», «Живчик Лимон», «Живчик Унік», «Квас Богатирський», «Оболонь Лимонад», «Оболонь Ситро», «Кола Нова»)
- вода «Оболонська» (Оболонська, Оболонська 2, Оболонська 3, Оболонська плюс Лимон)

За підсумком 2009 року серед українських компаній-експортерів пива «Оболонь» стала лідером із часткою ринку 79,4% (27 млн дал).
В серпні 2013 року компанія, внаслідок тотального блокування українського експорту, повністю припинила експортні поставки в Росію.

### Бренди, що використовувалися в минулому
У грудні 1998 р. компанія випустила на ринок пиво під назвою «2000», яке буле першим на українському ринку пивом підвищеної міцності та випускалося у високих пляшках європейського зразка.

## Технології та інновації
Для вдосконалення якості продукції та усіх виробничих процесів компанія оновлює обладнання. Це дозволяє бути серед лідерів за рівнем технічного оснащення не тільки в Україні, але й в Європі.
Проектна потужність заводу у Києві становить 11 млн. гектолітрів пива на рік, що робить підприємство найбільшою пивоварнею Європи. На заводі встановлено варильну систему німецької фірми Ziemann, яка здійснює до 12 варок на день по 750 гектолітрів холодного сусла. Для забезпечення якості продукції задіяно чотири потужні фільтраційні установки, виконані німецькою фірмою KHS. Потужність найбільшого фільтра — 950 гектолітрів на годину. На заводі діє одна з найбільших у Європі ліній розливу у скляні пляшки потужністю 110 тис. пляшок на годину виробництва німецької компанії KHS. Крім цього, на заводі працюють потужні лінії розливу у банки, ПЕТ пляшки та кеги.
Солодовий заводу потужністю 120 тис. тонн солоду на рік дозволив «Оболоні» забезпечити себе сировиною вищої якості і постачати її за кордон. Інвестиції у цей проект склали близько $100 млн. Продовжується модернізація «Пивоварні Зіберта». В установку нових варильних порядків, бродильних танків і ліній розливу інвестовано понад 40 млн. євро.
З метою зменшення навантаження на довкілля «Оболонь» інвестувала в унікальну установку для сушки пивної дробини — маси, яка у величезних кількостях (до 700 тонн в день) утворюється в процесі приготування пивного сусла. Після висушування і грануляції пивна дробина є дуже корисним кормом для худоби, що не може не зацікавити великі сільськогосподарські підприємства.

### Співробітництво з ЄБРР
У 1997 р. компанія вперше в Україні отримує кредит у $40 млн від ЄБРР без гарантій уряду. Кошти направлено на фінансування стратегічних програм.
2004 року від ЄБРР надійшов револьверний кредит розміром $10 млн для поповнення оборотного капіталу, зокрема, для закупівлі ячменю.
У 2009 р. співробітництво було продовжено: в рамках проекту «Оболонь III» ЄБРР надав забезпечений кредит ЗАТ «Оболонь» на суму до 50 млн. дол. США, який включає у себе часткове рефінансування короткострокового боргу та компонент, повʼязаний з підвищенням енергоефективності. Цей проект є частиною антикризової програми банку в секторі агробізнесу в Україні. Загальний обсяг фінансування за даним проектом має скласти 123 млн дол. США, включаючи кошти, надані комерційними банками «ІНГ Банк Україна», «ЮніКредит Банк Україна» та «Райффайзен Банк Аваль».

## Стандарти якості
На «Оболоні» діє інтегрована система управління, яка забезпечує відповідальність компанії перед персоналом, споживачами, суспільством та державою. Спеціалісти заводської лабораторії постійно проводять бактеріологічні дослідження води.
За результатами лабораторних досліджень, які щорічно проводять служби санепідеміологічного контролю, вода, з якої АТ «Оболонь» виготовляє напої, відповідає нормам ДСН «Вода питна. Гігієнічні вимоги до якості води централізованого господарського питного водопостачання» та іншим нормативно-технічним документам. У серпні 1999 року офіційний консультант з питань природоохоронних експертиз Європейського банку реконструкції та розвитку чехословацька фірма «КАР» провела дослідження води з оболонських свердловин, за результатами яких вода АТ «Оболонь» відповідає стандартам Європейського союзу 98/83/EC. Проби води із усіх артезіанських свердловин були досліджені у Науковому центрі радіаційної медицини Академії медичних наук України щодо радіаційної забрудненості і підтверджують відповідність води вимогам міжнародних стандартів за радіаційним фактором. Оболонську воду досліджували в Одеському науково-дослідницькому інституті курортології та Інституті геологічних наук, які прийшли до висновку, що вона не містить токсичних речовин та відповідає усім вимогам стандарту питної води.
У 2008 році ЗАТ «Оболонь» першим серед підприємств харчової промисловості сертифікувало чотири системи управління за міжнародними стандартами: ДСТУ ISO 9001:2001 (Системи управління якістю), ДСТУ ISO 22 000:2007 (Системи управління безпечністю харчових продуктів), ДСТУ ISO 14 001:2006 (Системи екологічного керування), ДСТУ-П OHSAS 18 001:2006 (Системи управління безпекою та гігієною праці). Разом із головним заводом сертифікацію пройшли два дочірні підприємства: ДП ЗАТ «Оболонь» «Красилівське» отримало сертифікат згідно з вимогами ДСТУ ISO 9001-2001 і ДСТУ ISO 22 000:2007, а ДП ЗАТ «Оболонь» «Пивоварня Зіберта» — ДСТУ ISO 9001:2001.
Для приготування продукції використовується артезіанська вода зі свердловин юрського і сеноманського горизонтів. За мінералізацією та компонентним складом вона належить до класу природних столових вод, які позитивно впливають на життєдіяльність людського організму.

## Соціальні інвестиції
«Оболонь» позиціонує себе як національна компанія, яка гідно представляє Україну в світі. Цим обумовлене відповідальне ставлення до свого продукту, споживачів, персоналу і партнерів. Корпоративна відповідальність компанії полягає у гармонійному співіснуванні, взаємодії та постійному діалозі із суспільством.
Екологічні проекти
Компанія реалізовує інвестиційні проекти, спрямовані на зменшення впливу на довкілля. З 2002 року ЗАТ «Оболонь» займається переробкою ПЕТ-пляшок. Для цього було впроваджено установки з переробки пластикової тари на сировину з метою зниження негативного впливу відходів на навколишнє середовище. Пізніше «Оболонь» запустила першу в Україні лінію з виробництва бандажної стрічки з ПЕТ-пляшок у місті Олександрія (Кіровоградська обл.). За словами голови ради ЗАТ «Оболонь» Сергія Блощаневича, «протягом 2008 року „Оболонь“ впровадила екологічний проект зі збору ПЕТ пляшок у Києві та інвестувала кошти у переробку зібраної пляшки на бандажну стрічку. Загальні екологічні витрати компанії „Оболонь“ у 2008 році становили понад 5 млн грн.». У травні 2009 року у м. Городок Хмельницької області зареєстровано підприємство «Оболонь-Ойл», яке займатиметься переробкою відходів поліетилентетрофолату (ПЕТ) і ще трьох видів пластмаси на паливо для автомобілів і тракторів. Станом на початок 2009 року, компанія «Оболонь» переробляє 85% власних відходів, протягом останніх років викиди в атмосферу зменшились на 42%, а утворення відходів — на 48%.
Відповідальне споживання пива
Реалізується програма «Споживай відповідально!», направлена на розвиток культури споживання пива в Україні. У грудні 2009-го запущено сайт програми, випущено брошуру та тематичні телевізійні рекламні відеоролики. Компанія також почала розміщувати на етикетках своєї продукції повідомлення про необхідність відповідального ставлення до пива, а також інформацію про безпечні норми споживання. У пресі програма отримала як переважно схвальні відгуки.
7 квітня 2009 року компанія «Оболонь» спільно з агентством УНІАН започаткували інформаційний проект «УНІАН — Споживчі новини» — щотижневий бюлетень новин виробництва, торгівлі та проблем якості товарів народного споживання. Метою проекту є підвищення культури споживання в Україні, а також надання достовірної інформації про ринок товарів та послуг. Бюлетень розповсюджується серед усіх центральних та більшості регіональних ЗМІ, серед керівників та спеціалістів державних та бізнес-структур, органів влади та іноземних представництв, а також у мережі Інтернет (сторінка проекту: http://consumers.unian.net).
Благодійність
Цей напрямок діяльності компанії включає освітні проекти, допомогу соціально незахищеним прошаркам населення, сприяння відродженню духовності та історико-культурної спадщини. За останні 15 років компанія «Оболонь» сприяла виходу більше двох сотень підручників, посібників, збірок, каталогів, довідників, художньої, наукової, історичної та дитячої літератури. Особливий акцент робиться на підтримку книг, які сприяють вихованню національної свідомості, українських підручників, історичної літератури.
За підтримки «Оболоні» відбудовано церкви, монастирі та інші історичні та архітектурні памʼятки. Серед них Церква Святого Миколи Притиска, Видубицький монастир на Печерську, храм Покрови Пресвятої Богородиці в Маріуполі, церква Володимира Великого у м. Вишгород, Святотроїцький кафедральний собор у Луцьку, Палац Кирила Розумовського в Батурині, Свято-Георгіївський чоловічий монастир з с. Пляшева (Рівненська обл.), Свято-Пантелеймонівська церква м. Лубни (Полтавська обл.), церква святої мучениці Людмили у м. Городок. Також компанія допомагає центральному музею Т. Г. Шевченка, музею-заповіднику «Личаківський цвинтар» у Львові, музею гетьманства, музею декоративно-прикладного мистецтва, музею Івана Гончара, підтримує будівництво памʼятників Матері України в м. Самбір, президенту ЗУНР Євгену Петрушевичу у м. Соколь, церкви Покрови Пресвятої Богородиці в смт. Теофіполь (Хмельницька обл.) та інші.
За підтримки Міжнародного благодійного фонду національної памʼяті України компанія реалізує програму популяризації історичних та культурних місць «Маловідома Україна», спрямовану на популяризацію подорожей Україною та
підтримку української історико-культурної спадщини.
«Оболонь» допомагає дітям, ветеранам, а також організаціям інвалідів та постраждалих від Чорнобиля, забезпечуючи їх робочими місцями. Під патронатом «Оболоні» знаходяться Школа № 170 м. Києва, Дитяча школа мистецтв № 5 м. Києва, дитячий садок і 4 дитячих будинки.
Спорт
З 1999 року компанія є офіційним спонсором футбольного клубу «Оболонь». Компанія виховує власні футбольні таланти у дитячій спортивній школі «Зміна» та підтримує юнацьку команду «Живчик». Крім футболу, станом на 2008 рік, «Оболонь» також має команду з пляжного волейболу, вітрильник та повітряна куля з логотипом «Оболонь» беруть участь у національних та міжнародних змаганнях. Також на кошти підприємства збудовано сучасний стадіон «Оболонь-Арена».
Культура
У травні 2007 року ЗАТ «Оболонь» представила український 12-ти серійний мультфільм «Живчик та його друзі». Анімаційний фільм демонструвалися в ранковому ефірі на каналі «1+1», а наприкінці року вийшов на DVD.